# Dysosma versipellis
Dysosma versipellis là một loài thực vật có hoa trong họ Hoàng mộc. Loài này được (Hance) M.Cheng mô tả khoa học đầu tiên năm 1979.